# Lichtenstein Izsák
Lichtenstein Izsák, polgári nevén Lichtenstein Ignácz (Szenice, 1825. április 9. – Budapest, 1908. október 16.) tápiószelei rabbi, aki széles körben messianisztikus nézeteivel vált ismertté.

## Életrajza
Lichtenstein Izsák 1825. április 9-én született Szenice községben. E nap a héber naptár szerint 5585. niszán hó 21-ére, peszáh ünnepének hetedik napjára, szombatra esett. Édesanyját Rubert Fanninak hívták, édesapja Lichtenstein Mór volt, aki melámedként (zsidó tanítóként) működött Nikolsburgban. A család rettenetes nyomorúságban élt, az egyetlen helyiségből álló lakáson három generációnak – a nagyszülőknek, a szülőknek és a gyerekeknek – kellett osztozkodniuk. Nagyrészt ennek következménye, hogy Lichtenstein kilencéves korában elhagyta a szülői „házat” és útnak indult, hogy tudós rabbiknál folytassa tanulmányait, és később felvegyék rabbinövendéknek.
Lichtenstein a szmihát (rabbi oklevelet) viszonylag fiatalon, 1843-ban kapta meg, bár arra nincsenek források, hogy ez hol történt és ki avatta őt rabbivá. Az viszont ismert, hogy kezdetben néhány esztendőn át Észak-Magyarországon, majd 1861-től 1866-ig Szarvason szolgált. Életének legmeghatározóbb helyszíne Tápiószele volt, ahol évtizedeken át működött kerületi rabbiként. Ebben a faluban ismerte meg Hoffer Fánit, akit 1854. április 26-án vett el feleségül. Az esketést Lichtenstein Ábrahám Jákob nagykátai rabbi, Lichtenstein Izsák testvére végezte. Arról nincsenek pontos adataink, hogy a tápiószelei közösség mikor választotta meg rabbinak, de bizonyos jelekből arra következtethetünk, hogy már a szarvasi állást megelőzően, s nem azt követően. Lichtenstein személyében tehát egy nagy teherbírású rabbi képe rajzolódik ki előttünk, hiszen öt éven keresztül két, egymástól közel 100 km-re fekvő közösséget egyidejűleg kiszolgálni igen megterhelő, emberpróbáló feladat lehetett.
Miután 1892-ben a tápiószelei közösség döntése alapján Lichtenstein lemondásra kényszerült, feleségével Budapestre költöztek. Lichtenstein 85 évesen, 1908. október 16-án, reggel 7 órakor adta vissza lelkét a teremtőnek. Sírja a Rákoskeresztúri (Kozma utcai) izraelita temetőben található.
Lichtenstein Izsáknak – a fellelhető izraelita anyakönyvek tanúsága szerint – hat gyermeke is volt, de csak kevesen érték meg közülük a felnőttkort. Két gyermekének lehet valamelyest követni az életútját, egy lánynak és egy fiúnak. Ilka (Ilona) nevű lánya 1865-ben született Szarvason, majd 1882. szeptember 6-án, Tápiószelén kötött házasságot Neuberger Zsigmond fakereskedővel. A házaspár Kolozsvárott telepedett le, ahol a feleség meghatározó szerepet vállalt a helyi zsidó közösségben, s mint az Izraelita Jótékony Nőegylet elnöke, több szociális intézményt is alapított. A jótékonysági egyletet 1939-ig vezette, majd minden valószínűség szerint a vészkorszakban életét vesztette. Lichtenstein fia, Emanuel, 1859. június 29-én született, ám később Manó névre váltott. Már ezen a néven iratkozott be a Budapesti Királyi Magyar Tudományegyetemre is (ma Semmelweis Orvostudományi Egyetem), ahol 1885-ben végzett, s még ugyanebben az évben a lipótmezei Magyar Királyi Országos Tébolydában kezdett el dolgozni másodorvosi beosztásban. Életének 28. évében, 1887. március 11-én hunyt el az akkori magyar népbetegségben, tüdővészben. Sírja a tápiószelei izraelita temetőben található. Édesapjával egész életében szeretetteljes kapcsolatot ápolt, melyet a kettejük között 1887. januárban folytatott levélváltás meleg hangulata is bizonyít.

## Tevékenysége
Az utókor szempontjából Lichtenstein rabbinikus tevékenysége az 1880-as évektől válik érdekessé. Ekkor folyt ugyanis a tiszaeszlári vérvádként elhíresült per, melynek során Lichtenstein gyülekezetéből 11 tagot letartóztattak és vetettek a nyíregyházi tömlöcbe. Mint később látni fogjuk, az események véglegesen meghatározták személyes sorsát. A zsidógyűlölettel a per ideje alatt sok kiváló keresztény is szembeszállt, akik „több lángoló iratban óvó és kárhozó szót emeltek az antiszemiták utálatos és hazug áskálódásai ellen” – emlékezik vissza maga Lichtenstein. A patrónusok közül ki kell emelnünk Franz Delitzsch német tudós nevét, aki a XIX. században a zsidók megtérítésére létrejött keresztény szervezetek, összefoglaló néven az ún. zsidómissziónak a tagja volt. Delitzschhez az egyik fontos kapcsolatot a pietista-evangelikál teológiai irányultságú, 1841 óta Budapesten működő Skót Misszió jelentette. Ez a zsidómisszió a legrégibb Magyarországon tevékenykedő zsidómisszió, amely számos mai gyülekezetre hatással volt és van mint a Sófár mozgalom, vagy a Dániel csoport. Mint a héber nyelv és a háláchá (a zsidó vallásjogi törvények) kiemelkedő ismerőjét, az ortodoxia által a Menahem Katz-Wannfried, más néven a Menahem Prossnitz németkeresztúri rabbi vezetésével létrehozott bizottság felkérte, hogy cáfolja meg az ellenük felhozott vádakat. Delitzsch egy védőiratot készített, melyben kiállt az ártatlan Scharf család mellett, s egyúttal szembeszállt August Rohling demagóg vérvádjával, az 1871-ben kiadott A Talmudzsidó című írással is.
„Ezen zsidóvédő iratokban gyakran bukkantam helyekre, melyekben Krisztus emberboldogítónak, békefejedelemnek, Megváltónak, evangéliuma pedig minden nemzet javára a szeretet és élet szavának magasztaltatik.” – folytatja Lichtenstein az imént már idézett visszaemlékezésében. Miközben Lichtenstein Delitzsch apologetikus iratát olvasta, eszébe jutott egy kb. 40 évvel korábbi incidens: nevezetesen, hogy az egyik zsidó tanítója hajdanában egy héber nyelvű Újszövetséget olvasott, melyet akkor ő felháborodásában a szekrény tetejére hajított, s hogy ez a példány még mindig a birtokában van. A héber nyelvű Újszövetséget – melyet Draskóczy László szerint maga Delitzsch fordított le, de ez más forrás alapján kétségbe vonható – előkereste a sutból, lapozgatni és olvasni kezdte. A könyv lenyűgözte és visszafordíthatatlanul megváltoztatta addigi látásmódját. Az 1886-os évtől kezdve e nézeteit már nemcsak a zsinagógában, hanem különféle kiadványokban, pamfletekben is ily módon hirdette: „Sőt mint hivatalában megőszült rabbi, mint törvényeihez hü öreg zsidó ember bizonyságot teszek róla: Jézus az Izráel igért Messiása, Krisztus a הברית מלך, a szövetség angyala, kinek jövetelét népünk nem szünt meg remélni. A Messiás eljött! Ezt a szózatot kiáltom ujjongva a világba. E szózatnak akarom szentelni ajkamat és tollamat, ennek akarok élni.” (a szöveg az eredeti helyesírást megőrizve került idézésre)
Miközben a magyarországi zsidó közösségek még az 1868-1869-es Izraelita Egyetemes Gyűlés néven megtartott kongresszus traumájának hatása alatt álltak, amelynek során az ortodoxia véglegesen elszakadt a hászkálá (zsidó felvilágosodás) eszméit képviselő neológ irányzattól, addig a fővárostól 100 km-re működő rabbi Jézust mint a zsidók megváltóját népszerűsítette. Lichtenstein tisztában kellett, hogy legyen írásainak várható következményeivel. Nem meglepő, hogy a korabeli zsidó sajtó, azon belül is az Egyenlőség című, zsidó felekezeti és társadalmi hetilap, amely a neológ középosztály véleményformáló lapja volt, hamar rátalált a témára, és sokáig fenntartotta az érdeklődést az eset iránt. Ezekből a cikkekből kiderül, hogy a Pesti Izraelita Hitközség akkori vezetője, Kohn Sámuel főrabbi bekérette Lichtensteint, és az állásáról való lemondásra akarta rábírni. Lichtenstein hazaérkezését követően valóban lemondott állásáról, ezt a tényt a Magyar Zsidó Levéltárban őrzött Magyarországi Izraeliták Országos Irodájának iktató naplója is őrzi. Mivel azonban a rabbit a közösség választja és nem fordítva, a tápiószelei hitközség a rabbi lemondását nem fogadta el, aki így állásban maradt. Szabolcsi Miksa, az Egyenlőség főszerkesztője a következőképpen ír erről az időszakról: „Reggel és este eljár a zsinagógába, végzi a rabbinikus funktiókat; hirdeti Jézust, és akik hozzá megtérnek, azokon ő végzi a keresztelést.” Ez utóbbi állításra azonban egyéb bizonyítékunk nincs, tehát ennek igazolása vagy cáfolása további kutatások tárgya lehet.
A „tápiószelei rabbi ügyében” végül csupán 1892-ben állt be fordulat, amikor „a közösség 45 szavazattal a 10 ellenében elfogadta a »rabbi eltávolítását czélzó« indítványt”. Ekkoriban már közel 70 évesen nehezen viselte az őt folyamatosan érő támadásokat, de küldetését ennek ellenére folytatta. Ebben az időszakban születtek az utolsó nagyobb terjedelmű művei, ugyanis időskori betegségei miatt egyre kevésbé tudott írni.
Jelentőségét mutatja, hogy kelet-európai evangelizációs utazásai során külön az ő meglátogatása kedvéért tett szolnoki kitérőt 1888-ban Alexander Neil Somerville skót hittérítő.

## Eredeti nyelven kiadott művei

### Magyarul
- Talmud a vádlottak padján, a zsidóság egy lelkes tisztelőjétől (I. füzet, Budapest, Hornyánszky Victor nyomdája, 1886)
- Két levél vagy „Amit én tulajdonképpen akarok” (Pécs, Pécsi Irodalmi és Könyvnyomdai Részvénytársaság, 1907)
- Zsidók tükre (Pécs, Pécsi Irodalmi és Könyvnyomdai Részvénytársaság, 1908)
- Kérelem a zsidó olvasóhoz (Budapest, Londoni Vallásos Iratokat Terjesztő Társulat, é.n.)

### Németül
- Der Talmud auf der Anklagebank durch einen begeisterten Verehrer des Judenthums, Heft I. (Budapest, Buchdruckerei von Viktor Hornyánszky, 1886)
- Mein Zeugniß, Heft II. (Budapest, Buchdruckerei von Victor Hornyánszky, 1886)
- Die Liebe und die Bekehrung. Ein sehr ernstes Wort zu sehr ernster Zeit. Heft III. (Budapest, Buchdruckerei von Viktor Hornyánszky, 1886)
- Judenthum und Christenthum (Druck und Verlag Scheibenhuber, Hamburg 4., é.n.)
- Eine Bitte an die geehrten Leser (Budapest, é.n.) Interneten elérhető változat: Eine Bitte an das israelitische Volk (IV. kiadás, London, Hebrew Christian Testimony to Israel, 1914)
- „Zwei Briefe oder was ich eigentlich will“ In: Saat auf Hoffnung 30. évfolyam (Leipzig, 1893) pp. 9–36. Interneten elérhető változat: Zwei Briefe oder was ich eigentlich will (II. kiadás, London, Hebrew Christian Testimony to Israel, 1902)
- „Das Blut Christi, ein Nachklang aus dem Midrasch Echa.“ In: Saat auf Hoffnung 30. évfolyam (Leipzig, 1893) pp. 29–32. (a PDF-fájlon belül: 25–28. oldal)
- Judenspiegel (Wien, Schönberger, 1896)
- „Welche Anknüpfungspunkte findet die evangelische Verkündigung bei den Juden?” In: Gustaf Dalman szerk.: Die allgemeine Konferenz für Judenmission in Leipzig, abgehalten vom 6. bis 8. Juni 1895: die Ansprachen der Referenten und Bericht über den Verlauf der Konferenz (Leipzig, Verlag der Akademischen Buchhandlung, 1896) pp. 40–55. [Sorozat: Schriften des Institutum Judaicum in Leipzig, 44–46. kötet]
- „Ein Weihnachts- und Neujahrsgruß an alle Neugeborenen im Herrn“ In: Saat auf Hoffnung 36. évfolyam (Leipzig, 1899) pp. 5–9.
- Ein Geheimniss aus dem Talmud (Druck und Verlag von Ludwig Schönberger in Wien, 1900)
- „Ein Weihnachts- und Neujahrsgruß für die auserwählten Kinder des Lichtes“ In: Saat auf Hoffnung 37. évfolyam (Leipzig, 1900) pp. 35–40.
- „Ein Neujahrsgruß für die Neugebornen im Herrn zum Heilsjahre 1902“ In: Saat auf Hoffnung 39. évfolyam (Leipzig, 1902) pp. 5–8.

Több művét lefordították angolra, melyek közül néhány az interneten is elérhető, de léteznek francia, olasz és jiddis nyelvű változatok is.

## Hatása
Lichtenstein a modern kori messiási zsidó mozgalmak egyik fő alakja, akinek a műveit már a kortársai is előszeretettel idézték. Közülük kiemelkedik a magyar származású Charles Andrew Schönberger és az angol David Baron, a Hebrew Christian Testimony to Israel nevű szervezet alapítói, akikkel Lichtenstein szoros „baráti és testvéri” kapcsolatot alakított ki. Schönberger Izrael Alexander Saphir egyik lányát vette el, és a Skót Misszió révén lett messiáshívő zsidó. A missziós egylet által kiadott The Scattered Nation című folyóiratban számos európai hittérítő körútról található beszámoló. A misszionárius David Baron, a lap szerkesztője, ezekben az írásokban többször is hivatkozik Lichtenstein műveire, melyeket az útjaira magával vitt és szétosztott az emberek között.
Lichtenstein távozását követően a megüresedett rabbiszék betöltetlen maradt, majd 1923-ban a hitközség a nagykátai rabbisághoz csatlakozott. A hitközség kongresszusi alapon működött tovább (neológ irányzat). Az 1929-ben megjelent Zsidó Lexikon még azt is leírja, hogy a közösséget 32 család alkotta, amely összesen 116 lelket számlál. További kutatás tárgya lehet a Lichtensteint korábban támogatók életútjának vizsgálata, hogy vajon hatással volt-e rájuk a rabbi működése, követték-e őt Budapestre, vagy a településen maradtak és valamelyik keresztény – nagy valószínűséggel az evangélikus – felekezethez csatlakoztak, esetleg a zsidó vallás szabályai szerint éltek tovább.
A jelenkori messiási zsidó mozgalmaknál – legyenek azok Izraelben, az Egyesült Államokban, vagy Európa bármely országában – már nehézkesebb Lichtensteinre közvetlen utalást találni. Ennek ellenére a témát feldolgozó fontosabb külföldi írásművek közül sok megemlíti Lichtensteint, és kiemeli jelentőségét.
Jelenleg az irányzatnak több százezer követője van, akiknek a túlnyomó többsége az Egyesült Államokban él. Magyarországon több olyan kis közösség is létezik, amelyek a judaizmus és a kereszténység eme különleges ötvözetében hisznek (pl. Zsidók Jézusért misszió és Sófár Messiáshívő Közösség)

## Külső hivatkozások
- Historical Jewish Press: Egyenlőség című folyóirat digitális repertóriuma 
  - http://web.nli.org.il/sites/JPress/english/Pages/default.aspx
- Izrael-Immanuel: Lichtenstein rabbi felismerése az Újszövetségből 
  - http://www.izrael-immanuel.net/?p=963
- Magyar Zsidó Levéltár: A Magyarországi Izraeliták Országos Irodájának iktatókönyvei
  - https://web.archive.org/web/20150402144528/http://www.milev.hu/mioi-iktatoacutekoumlnyvek.html
  - https://web.archive.org/web/20150402101220/http://www2.arcanum.hu/milev/search/hitview?q=WRD%3D(lichtenstein)#10
- Magyar Zsidó Lexikon
  - http://mek.oszk.hu/04000/04093/html
  - http://mek.niif.hu/04000/04093/html/szocikk/14982.htm
  - http://mek.niif.hu/04000/04093/html/szocikk/12962.htm
- Szarvas Város története: A neol. izr. hitközség
  - https://web.archive.org/web/20041107112047/http://phoenix.szarvas.hu/varos/26.html
- Vine of David, The Remnant Repository: The Scattered Nation című folyóirat digitális repertóriuma
  - http://vineofdavid.org/remnant-repository Archiválva 2015. március 8-i dátummal a Wayback Machine-ben
  - http://vineofdavid.org/remnant-repository/isaac_lichtenstein Archiválva 2015. április 2-i dátummal a Wayback Machine-ben
  - http://vineofdavid.org/remnant-repository/david_baron Archiválva 2015. április 3-i dátummal a Wayback Machine-ben